# Daniele Toto
Daniele Toto (Roma, 10 ottobre 1972) è un politico italiano.

## Biografia
Dal 2000 al 2003 è stato assessore al Comune di Pescara. Tra le deleghe, i rapporti con l'Unione Europea. Nel 2001 il Comune di Pescara ottiene un finanziamento per la riqualificazione territoriale attraverso il programma di iniziativa comunitaria Urban 2.
Nel 2008 viene eletto alla Camera dei deputati nelle liste del Popolo della Libertà.
Nel novembre 2010 lascia il PdL e aderisce a Futuro e Libertà per l'Italia, divenendone coordinatore regionale per l'Abruzzo. Un anno dopo, viene nominato commissario del partito finiano in Molise. Nello stesso periodo viene nominato vicecoordinatore nazionale di FLI. Alle elezioni amministrative in Abruzzo del 2012, con liste organizzate da Daniele Toto, Futuro e Libertà si presenta in tutte le realtà territoriali attese al voto ed ottiene risultati di rilievo: a L'Aquila il 3,70%, a Montesilvano (Pe) il 5,39%, ad Avezzano (Aq) il 6,8%.
La sua attività parlamentare si distingue, tra le altre cose, per atti di sindacato ispettivo presentati alla Camera nei confronti della gestione della Sanità abruzzese ad opera della Giunta regionale di centrodestra, oggetto successivamente di inchieste giudiziarie. In Commissione Trasporti, Poste e Telecomunicazioni tra le altre cose si distingue, da relatore, per la proposta di Legge quadro in materia di interporti e di piattaforme territoriali logistiche (A.C. 3681-4296-A), approvata il 12/4/2012, dall’Aula parlamentare con 418 voti favorevoli (su 423 presenti), 4 astenuti ed un solo voto contrario.
Alle elezioni politiche del 2013, candidatosi in Abruzzo per la Camera dei Deputati nelle liste di FLI, non viene rieletto, a causa del mancato raggiungimento dello sbarramento elettorale.
In seguito aderisce al Partito Liberale Italiano, in quota al quale viene inserito nella lista italiana dell'Alleanza dei liberali democratici europei (Alde) in occasione delle elezioni europee del 25 maggio 2014, non venendo eletto. Del PLI è stato anche coordinatore nazionale dal 2014 al 2015.
Candidato nella Circoscrizione Italia meridionale, raccoglie 3.319 preferenze. Nella circoscrizione Italia Meridionale, Scelta Europea, la lista italiana dell'Alleanza dei liberali democratici europei (Alde), che ha sostenuto la candidatura dell'ex premier belga Guy Verhofstadt alla Presidenza della Commissione europea, ha ottenuto 63.044 voti, pari all'1,09% delle preferenze complessive. La percentuale si alza leggermente in Abruzzo con lo spoglio definitivo che fotografa l'1,10% dei consensi ottenuti, ossia 7.458 voti. A livello nazionale il dato definitivo è 197.942 voti, con una percentuale che si abbassa allo 0,72%.
Daniele Toto, candidato del Pli nella Circoscrizione Sud, a queste elezioni europee ha ottenuto 3.319 voti, posizionandosi al quarto posto nella coalizione Scelta Europea. La sua Regione, l'Abruzzo, ha deciso di premiare Toto con 1.972 voti. Daniele Toto in Abruzzo è risultato il più votato tra i candidati di Scelta Europea.
La tendenza registrata alle elezioni europee è confermata anche dai dati definitivi delle contemporanee elezioni regionali in Abruzzo e delle elezioni amministrative nei Comuni di Pescara e Teramo, con liste promosse ed organizzate da Daniele Toto. L'aggregazione tra Centro Democratico e Liberali per l'Abruzzo ottengono 16.823 voti (il 2,4%) alle elezioni regionali che consentono di avere un rappresentante eletto nella propria lista. A Pescara l'aggregazione tra Liberali, Centro Democratico e Popolari ha ottenuto il 3,89% dei consensi con 2.634 voti e l'espressione di due consiglieri comunali, con un assessore in Giunta. A Teramo il candidato sindaco ha chiuso le comunali con 860 voti e il 2,60% dei consensi.
Il 5 ottobre 2014 viene nominato coordinatore nazionale del Partito Liberale Italiano., incarico ricoperto fino al 2015. La sua fase di coordinamento si è caratterizzata per un tentativo di dialogo con le altre realtà liberali ed un confronto con le realtà civiche territoriali per un percorso di crescita del partito, a cui aveva aderito anche un parlamentare della Repubblica.
Il 12 settembre 2016 l’ex presidente del Senato Marcello Pera, insieme con Giuliano Urbani, ex ministro alla Cultura del governo Berlusconi, ha inaugurato un comitato particolare in vista del referendum costituzionale per invitare gli elettori di centrodestra a votare sì il 4 dicembre. Del comitato fanno parte ventitré professori, oltre a Pera e Urbani.  Accanto ai nomi dei professori, il comitato “Liberi per il sì” si compone di 35 parlamentari ex di Forza Italia che hanno scelto di votare per il sì al referendum, tra cui Daniele Toto.
Il 28 ottobre 2016, viene nominato nel Consiglio di Amministrazione della Fondazione Einaudi.
Nel giugno 2017, lancia il giornale on line Impaginato.it.
Dopo aver lanciato il polo delle Civiche per l’Abruzzo in vista delle regionali in Abruzzo del 2019, dopo il ritiro della candidatura di Fabrizio Di Stefano Toto decide di sostenere il candidato del centro-sinistra Giovanni Legnini con la lista Avanti Abruzzo insieme all’Italia dei Valori raccogliendo però solo lo 0,93%.
Nell'aprile 2022 il Tribunale di Pescara lo ha condannato a due anni di reclusione con l'accusa di bancarotta per il fallimento della società Libra.  La Corte di Appello dell’Aquila il 23 settembre 2024 ha riformato tale verdetto del Tribunale di Pescara del 1° aprile 2022 (n. 908/22), dichiarando il non doversi procedere nei confronti di Daniele Toto per intervenuta prescrizione del reato a lui contestato.